# Comuna Scânteia, Ialomița
Scânteia (în trecut, Brătianu) este o comună în județul Ialomița, Muntenia, România, formată din satele Iazu și Scânteia (reședința).

## Așezare
Comuna se află în nordul județului, la limita cu județul Brăila. Este traversată de șoseaua națională DN21, care leagă Slobozia de Brăila. Acest drum se intersectează la Iazu cu șoseaua județeană DJ203F, care duce spre est la Valea Ciorii (unde se termină în DN21A) și spre vest la Grivița (unde se termină în DN2C).

## Demografie
Componența etnică a comunei Scânteia
     Români (91,99%)
     Alte etnii (0,06%)
     Necunoscută (7,95%)
Componența confesională a comunei Scânteia
     Ortodocși (90,95%)
     Alte religii (0,12%)
     Necunoscută (8,93%)
Conform recensământului efectuat în 2021, populația comunei Scânteia se ridică la 3.360 de locuitori, în scădere față de recensământul anterior din 2011, când fuseseră înregistrați 3.851 de locuitori. Majoritatea locuitorilor sunt români (91,99%), iar pentru 7,95% nu se cunoaște apartenența etnică. Din punct de vedere confesional, majoritatea locuitorilor sunt ortodocși (90,95%), iar pentru 8,93% nu se cunoaște apartenența confesională.

## Politică și administrație
Comuna Scânteia este administrată de un primar și un consiliu local compus din 13 consilieri. Primarul, Georgeta Ilie[*], de la Partidul Social Democrat, este în funcție din 2012. Începând cu alegerile locale din 2024, consiliul local are următoarea componență pe partide politice:
|  | Partid                          | Consilieri | Componența Consiliului | Componența Consiliului | Componența Consiliului | Componența Consiliului | Componența Consiliului | Componența Consiliului | Componența Consiliului | Componența Consiliului | Componența Consiliului | Componența Consiliului | Componența Consiliului |
|  | ------------------------------- | ---------- | ---------------------- | ---------------------- | ---------------------- | ---------------------- | ---------------------- | ---------------------- | ---------------------- | ---------------------- | ---------------------- | ---------------------- | ---------------------- |
|  | Partidul Social Democrat        | 11         |                        |                        |                        |                        |                        |                        |                        |                        |                        |                        |                        |
|  | Alianța pentru Unirea Românilor | 2          |                        |                        |                        |                        |                        |                        |                        |                        |                        |                        |                        |

## Istorie
La sfârșitul secolului al XIX-lea, pe teritoriul actual al comunei exista în plasa Ialomița-Balta a județului Ialomița comuna Iazu, formată numai din satul de reședință, cu 1046 de locuitori. În comună funcționau o biserică, o școală de băieți cu 30 de elevi și o școală de fete cu 14 eleve. Anuarul Socec din 1925 consemnează comuna Iazul în plasa Țăndărei a aceluiași județ, cu satele Iazu și Brătianu, populația totală fiind de 3243 de locuitori. În 1931, apar ca separate comunele Brătianu (cu satele Brătianu și Bucu-Mătășești) și Iazu (cu satele Iazu și Victoria-Mărășești).
După al Doilea Război Mondial, comuna Brătianu avea să-și ia numele de Scânteia; cele două comune, Iazu și Scânteia, au fost arondate în 1950 raionului Slobozia din regiunea Ialomița și apoi (după 1952) din regiunea București. În 1968, ele au revenit la județul Ialomița, reînființat, iar comuna Iazu a fost desființată și inclusă în comuna Scânteia.